# 偏光
偏光（へんこう、英: polarization）は、電場および磁場の振動方向が規則的な光のこと。これに対して、無規則に振動している光は、非偏光あるいは自然光と呼ぶ。一部の結晶や光学フィルターを通すことによって、自然光から偏光を得ることができる。電波における同様の現象は偏波（へんぱ）と呼び、アンテナの形状などと関係する。

## 種類

直線偏光と円偏光のアニメーション。円偏光は、直交する2つの直線偏光を合成したものと考えることができる。

光は電磁波であり、光が発生させる電磁場は、進行方向と垂直に振動する横波である。横波の自由度は2であるため、光が発生させる電磁場は、面内を振動するベクトル波となる。このことはマクスウェルの方程式を解くことにより得られる。偏光には次のような種類がある。

### 直線偏光
電場（および磁場）の振動方向が一定である。歴史的経緯から、もともと直線偏光の方向とは磁場の方向を指していた。光の正体が電磁場であることが分かってからは、電場の方向を直線偏光の方向ということも多くなった。直線偏光の方向というのはあいまいな用語なので使用せずに、例えば電場の振動方向という表現で特定することが推奨されている。

### 円偏光
電場（および磁場）の振動が伝播に伴って円を描く。回転方向によって、右円偏光と左円偏光がある。角運動量を持つ。

### 楕円偏光
直線偏光と円偏光の一次結合で表現される、最も一般的な偏光状態。電場（および磁場）の振動が時間に関して楕円を描く。円偏光と同様に、右楕円偏光と左楕円偏光がある。位相のずれた2つの直線偏光の和と見なしたり、逆にUHFなどの適度な波長の電波などは設置角度の異なる隣接した2つのアンテナから位相のずれた2種類の偏波を同時に送信するなどして（楕）円偏波を合成することも出来る。楕円偏光を垂直な2種類の偏光に分解した時、その2種類の光の強さが等しいものは円偏光である。

## 偏光を作り出す光学素子

### 偏光子

偏光子
左側：偏光していない自然光。
中央：偏光子が電場の水平方向成分を吸収する。
右側：垂直方向成分のみを持った直線偏光が得られる。

自然光（非偏光）や円偏光から直線偏光を作り出すものを、偏光子（へんこうし）と呼ぶ。
吸収型偏光子
ある方位の電場を吸収し、それに垂直な方位の電場を透過することにより直線偏光を作り出すもの。鉱物では電気石（トルマリン）など。人工の物としてはポラロイド社などのポリマーで作られたフィルム偏光子がある。これは廉価である。一般的にセロハンテープなどのように1方向に引き伸ばされて作られる高分子には偏光特性がある。
結晶
方解石などの複屈折性の結晶を利用したもの。古くから用いられている。これは高価である。
反射式偏光子
反射面に対し角度を持って反射した光が部分的に偏光することを利用し、多段階の反射を用いて直線偏光を作り出すものである。反射光が一般に偏極するということはフレネルの式で記述される。

### 波長板
直交する偏光成分の間に位相差を生じさせる複屈折素子のことである。位相板とも呼ばれる。位相差π（180度）を生じるものをλ/2板（にぶんのラムダばん）または半波長板と呼び、直線偏光の偏光方向を変えるために用いる。位相差π/2（90度）を生じるものをλ/4板（よんぶんのラムダばん、しぶんのラムダばん）または四分の一波長板と呼び、直線偏光を円偏光（楕円偏光）に変換、また逆に円偏光（楕円偏光）を直線偏光に変換するために用いる。これらは光を吸収せず、位相のみを変える。
プラスチックフィルム
ポラロイド社などからプラスチックの薄い板を用いた波長板が市販されている。廉価であり、波長特性も可視光全域でほぼ一定になるように作られている。
結晶
水晶や雲母などの結晶を用いて位相を変える素子。素子の厚さによって特性が決まり、用いる光の波長によって特性が異なるため代表的なレーザー波長に対して専用の素子が市販されている。
反射式
菱形プリズム内の全反射を利用した光学素子フレネルロムのような波長板も存在する。波長特性はプラスチックフィルムよりも良いが高価である。

## 物性としての偏光
物質の一部には、偏光を入射すると透過した光の偏光面が右ないし左によじれる性質を持つ物がある。この物性を旋光性とよび、旋光性をもつ化合物を光学活性であると言う。
偏光面のよじれ具合を旋光度と呼び、単位は角度（度）で右によじれる場合を + とする。旋光度は透過した距離と光学活性物質の濃度に比例し、旋光度を光路長と濃度で割って規格化した値を比旋光度と呼ぶ。比旋光度は温度、溶媒、光の波長が同じであれば、各物質に固有の値であるので、天然物などの化合物の同定にも用いられる。

## 偏光の工学的応用

偏光フィルターを応用したシャッター

偏光フィルターを応用したシャッターの原理を表す図

偏光フィルターは、特定の方向に振動する電磁場の通過を抑制することができる光学素子である。反射光は偏光しているため、カメラに偏光フィルターを装着した上で、フィルターの向きを調整すると、水辺の撮影などにおいて、水面などの反射光を除去することにより、水面の影響を受けずに水中を撮影することなどができるようになる。
液晶ディスプレイの表面と裏面には、特定の直線偏光のみを通す「偏光フィルター」が貼られており、液晶によって各画素ごとに旋光性や複屈折性をコントロールすることで、映像を表示している。
光磁気ディスクには、磁気によって偏光面が回転する性質（磁気光学カー効果）を持った物質が含まれており、レーザー光を照射して反射してきた光の偏光面を検出してデータを読み取る。
立体映画の手法としても用いられる。左右の映像にそれぞれ縦横の偏光をかけて重ねて映写し、観客は偏光フィルターの付いたメガネを装着することで、左右の映像を分離して知覚できるため、立体像を鑑賞することが可能となる。比較的低コストでカラー映像を映写できる利点があるが、非平面スクリーンでは偏光がズレてしまうため映写できない。また直偏光では顔やメガネが傾くと正常に立体視できない事があり、近年は円偏光が用いられる方式が多い。
刑務所の扉の窓には、偏光板が貼られたものがある。これは、通路の両側にある部屋の窓の偏光を、片方は垂直、片方は水平に偏光させることにより、看守は両側の部屋の内部を見ることができるが、向かいの部屋の囚人同士は互いを見られなくすることができる。
テレビジョン放送においては、地上波では偏波面の直交する直線偏波はとりわけ短距離では混信・干渉しないという性質を利用して、複数の送信所での混信を抑制する手法の一つとして、垂直偏波と水平偏波を使い分けているが、遠距離受信を想定した大出力の送信所は、水平偏波になっている。

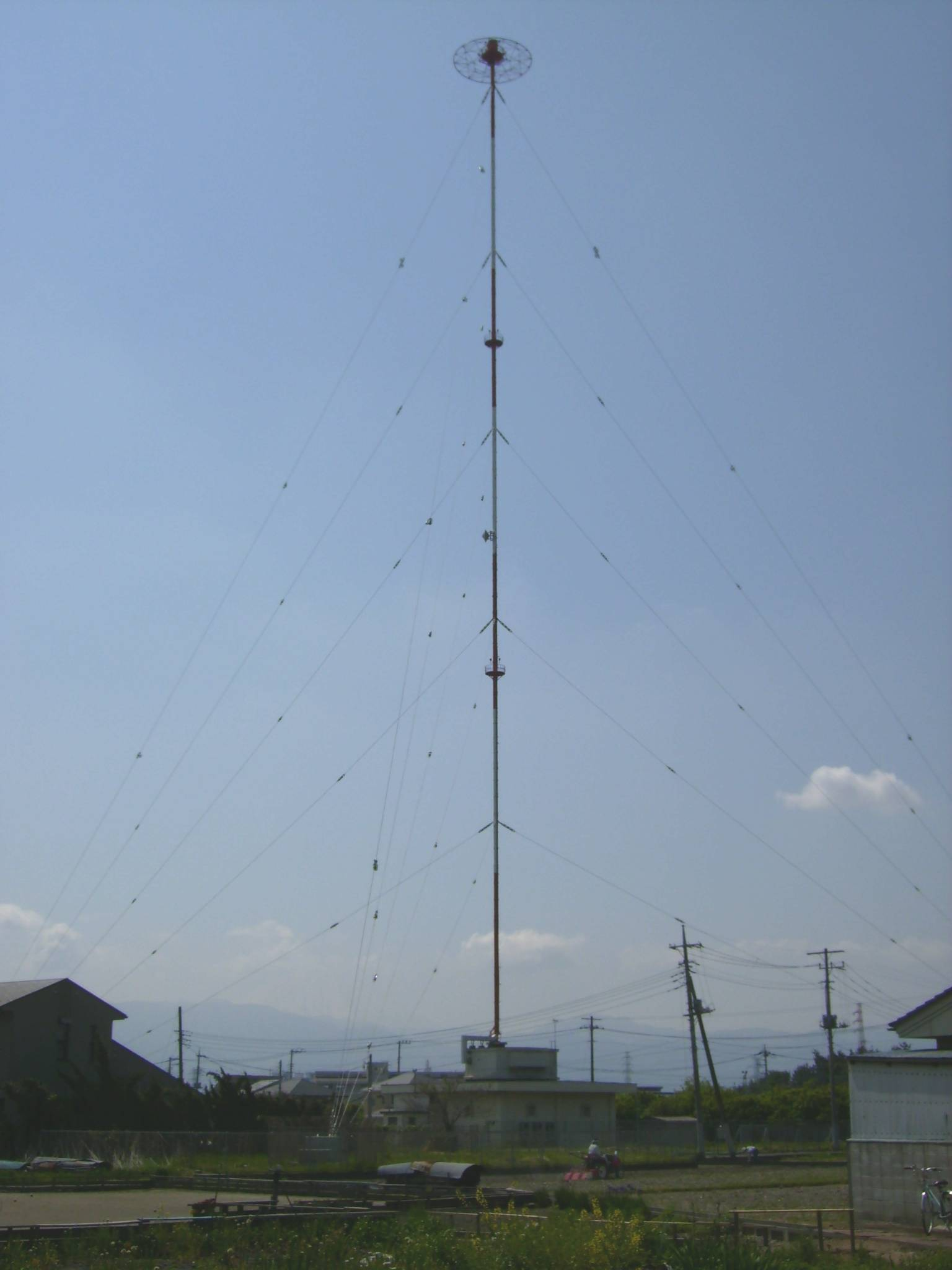
NHK甲府放送局のAMアンテナ。100m以上の高さがあり、これを水平に設置するのは容易ではない。

衛星放送では、以前より一部の有料放送において垂直偏波と水平偏波で、異なる放送局のチャンネルを割り当てていたが、放送衛星においても、4K・8K放送開始以降は、右旋と左旋の二種類の円偏波では混信が起きないため、別のチャンネルを割り当てている。一方で、ラジオのAM放送は波長が長いため、アンテナの設置に必要な土地の面積の制約から垂直偏波が用いられる。

## 自然光の偏光

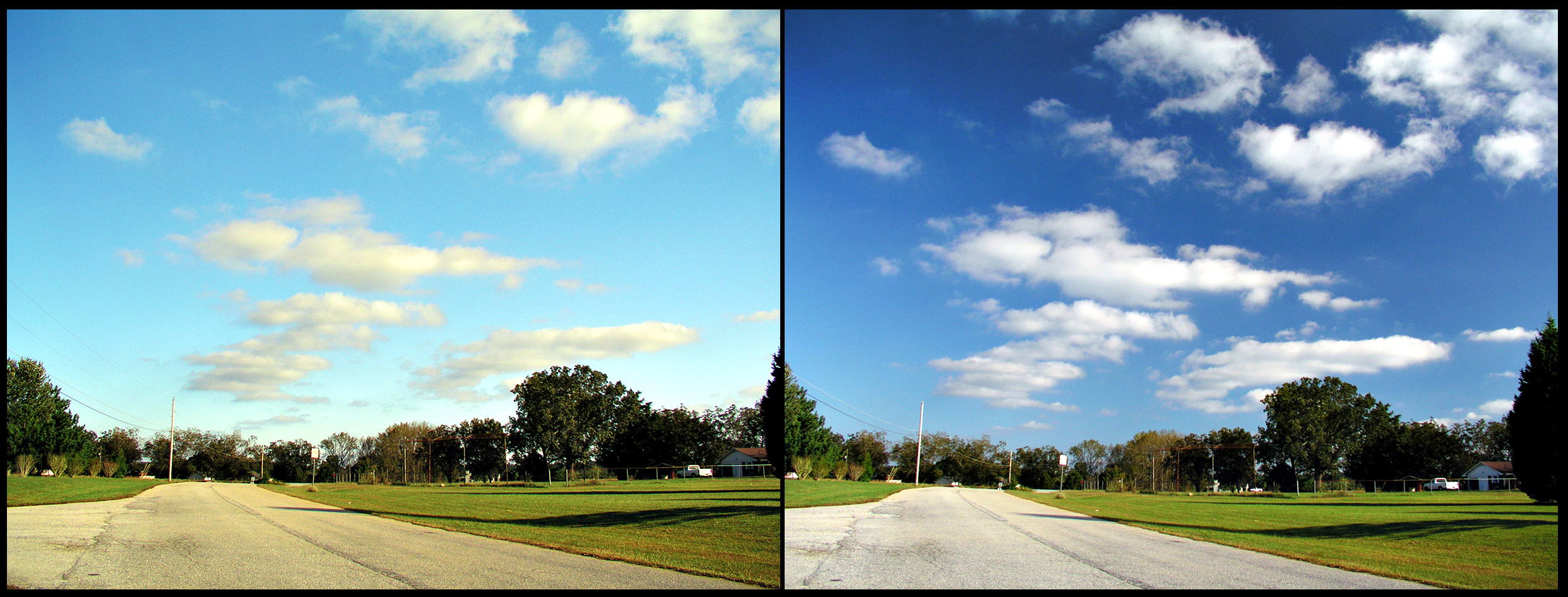
偏光フィルターを使用して撮影した写真（右）は使用しなかった写真（左）よりも空の青みが増し物体の色味も変わる。

元の太陽光は非偏光だが、地表に届く太陽光には大気中の散乱で偏光した成分が含まれている。晴天時の空の各方向からの偏光の分布はレイリー散乱として計算した結果に近く、太陽および対日点（天球上の太陽の正反対）の近くでは偏光度 (Degree of polarization, DOP)が小さく、太陽から90度の方向で最大となる。ただし偏光度の最大値は0.9程度で、その原因は、空気分子の分極率に異方性があることや、空気分子やエアロゾル粒子による多重散乱、地表からの反射光があることが挙げられる。エアロゾル粒子や雲の量、雪の面積が増えると偏光度は小さくなる。

## 生物の眼と偏光の認識
人間の眼は光の強度と色を識別することはできるが、偏光はほとんど識別することができない。わずかに網膜の中心部に偏光特性があり、注意深く見ればハイディンガーのブラシとして知られるかすかな黄色と青色の筋が見えるが、これには個人差がある。 そのため一般には人間が偏光を識別するためには偏光子を通して見なければならない。 
一方、昆虫は偏光を識別できる。昆虫の複眼の中には、特定の偏光方向に敏感な視細胞が色々な方位に規則正しく集合しているからである。昆虫は自然界の偏光をうまく利用している。例えば、ハチは天空の光の偏極を元にして太陽の見えない曇空であっても方向を間違えずに長距離を飛ぶことができる。また、ある種のカゲロウは生殖期になると水溜まりの反射光の偏光を頼りに集合する。カメムシやタマムシなどの一部の昆虫の体は液晶のような構造色を持っており、片方の円偏光のみを選択的に反射する。さらにシャコにいたっては、円偏光の回転方向を識別できる。また、カマキリに寄生したハリガネムシは、偏光を識別できるカマキリの視覚を利用して、宿主を水辺へと誘導している。
海などの深い水中においては、可視光の代わりに偏光を活用する水生生物も存在し、イカやタコは偏光を検出して視界を明瞭にするために目を調節する機構を備えている。さらにはシロガネアジやメアジなどの外洋魚は、水中の偏光を活用してカムフラージュに利用している。

## ポアンカレ球
任意の偏極状態は球上の点で表現できる。左円偏光は+z極、右円偏光は−z極である。水平偏極を+xとすると鉛直偏極は−xであり、+yと−yは対角方位の偏極となる。赤道上の他の全ての点は他の方位の直線偏光である。二色性の波長板を通ることは球を回転することに等しい。偏極子のy軸を横切る偏極 xの振幅の大きさはx軸とy軸の鏡面との距離の1/2となり、すなわち強度は{\displaystyle {\tfrac {xy+1}{2}}}となる。
球による表現はアンリ・ポアンカレによって考えられたものであり、ウィリアム・シュルクリフ（William A. Shurcliff）によって英語で拡張されて論じられた。

## 反射と偏光
偏光に関係する概念として、以上のような「光それ自体」に関するものとは別に、異なる物質間の境界面で光が反射するときの「入射面」と「電場または磁場の振動方向」によって定義される概念がある。光学では、s波（s偏光）とp波（p偏光）とに区別される。定義や他の呼称については下記の「偏光の呼称」の表を参照のこと。光が境界面に入射するときには、その光をs波成分とp波成分とに分けることができ、全体としての反射率は（s波成分の割合×s波の反射率）+（p波成分の割合×p波の反射率）で表される。円偏光の場合には常に、s波成分の割合が50%、p波成分の割合が50%となる。p波の反射率は、どの入射角でもs波よりも以下である。ブリュースター角において反射率が0になるのはp波のみである。
注意が必要なのは、s波p波の概念は、入射面が存在するときしたがって光が異なる物質間の境界に入射するときにのみ定義される概念だということである。空気中を進む直線偏光を、その電場の振動方向（重力に対して水平か垂直か）によってs波あるいはp波と呼ぶことがあるが、誤りである。また、境界面に対して光が垂直に入射するときには、s偏光とp偏光との区別はない。
s偏光とp偏光は、それぞれ垂直・平行な偏光という意味であるが、何を基準に垂直・平行と考えているのか注意する必要がある。回折格子に光を入射して分光する系では、格子の方向を基準とする定義が一般的であるため、入射面を基準とする定義とは、反対になり、しばしば混乱される。

## 偏光の用語
電波を扱う電気工学と光を扱う光学が歴史的に別の学問として発展してきたため、同一の偏光に複数の名称があることがある。なお、導波管やFDTD法での偏光の名称は電気工学と同様であるが、その定義は逆である。
| 電磁波の性質 | 電界成分が入射面に垂直な電磁波 | 電界成分が入射面に平行な電磁波 |
| ------------ | --- | --- |
| 電気工学     | - TE波（Transverse Electric Wave。電界成分が入射面に対し横向き） - H波（磁界 Hが入射面に平行な電磁波） - 水平偏波（電界成分が反射面に水平） - 直交偏波（電界成分が入射面と直交） | - TM波（Transverse Magnetic Wave。磁界成分が入射面に対し横向き） - E波（電界 Eが入射面に平行な電磁波） - 垂直偏波（電界成分が反射面に垂直） - 平行偏波（電界成分が入射面に平行） |
| 光学         | - s波（入射面に垂直、senkrecht（ドイツ語）） - σ光 | - p波（入射面に平行、parallel） - π光 |
| 電界成分の図 | | |

| 電磁波の性質 | 進む方向に向かって時計回りの電磁波     | 進む方向に向かって反時計回りの電磁波   |
| ------------ | -------------------------------------- | -------------------------------------- |
| 電気工学     | 右旋偏波（進む方向に右回り）           | 左旋偏波（進む方向に左回り）           |
| 光学         | 左円偏光（受け止める側から見て左回り） | 右円偏光（受け止める側から見て右回り） |